# キンバリー・ヤング
キンバリー・スー・ヤング・オマラ（Kimberly Sue Young O'Mara、1965年9月9日 - 2019年2月28日）は、インターネット依存症やオンライン行動についての専門家であった心理学者。キンバリー・ヤング やキンバリー・S・ヤングと表記されたりもする。彼女は、1995年にインターネット依存症センター (the Center for Internet Addiction) を設立し、ピッツバーグ大学ブラッドフォード校において臨床心理学の博士号をもった心理学教授であった。2019年に死去するまで、ヤングはセント・ボナベンチャー大学において経営科学の教授であった。彼女は多数の論文を学術誌や論文集に発表し、児童オンライン保護法を審議した議会下院委員会で先進的な研究の専門家として証言するなどといった活動をした。ヤングは、アメリカ心理学会やペンシルベニア心理学会の会員であり、精神衛生オンライン国際学会 (the International Society of Mental Health Online) の創設メンバーであった。ヤングは2019年2月28日に、53歳で癌のために死去した。

## インターネット依存症センター
インターネット依存症へのヤングの関心は、インターネットが急拡大し始めた1990年代からのもので、きっかけは友人の夫がAOLのチャット・ルームへの参加に毎月数百ドルを費やしていたことであった。当時、様々な主流メディアの関係者たちは、インターネット上で多額の金銭を費やす人々を指して「オンライン依存者 (online addicts)」という表現を使い始めていた。ヤングは、インターネットの過剰な利用を依存症と認識することに関して、アメリカ合衆国は他の諸国よりも遅れをとっていることを明らかにし、インターネット依存症という現象の研究の乏しさに驚いた。ヤングは、1995年にインターネット依存症センターを立ち上げ、その責任者となった。1998年、ヤングはインターネット依存症と成人の強迫行動の兆候を評価するために、インターネット依存症テスト (Internet Addiction Test, IAT) を考案した。

## インターネット依存症を避け、対処するための指針
ヤングは、テクノロジーへの依存をもっぱら時間によって厳密に計測することは不適切であると警告しているが、それが原因で生活に障害が生じている程度を図る場合は別だとしている。ヤングによれば、デジタル依存は、薬物依存やアルコール依存と似ており、近年の研究ではコカインやヘロインが脳に及ぼすのと同等の影響をデジタル機器が起こしうることが示されたという。ヤングの考えでは、3歳以上の子どもは依存症に陥る可能性があるため、親がインターネット利用に家庭内のルールを設けて子どもがインターネット依存に陥らないようにすることは重要だとされる。彼女が推奨する指針は以下のようなものである。
- 誕生 - 3歳：決して使わせない
- 3 - 6歳：監督下で、1日1時間
- 6 - 9歳：1日2時間
- 9 - 12歳：1日2時間 / ソーシャル・メディアで一定の独立を与える
- 12 -18歳：独立 / デジタル・ダイエット[14]

## 学歴
- 博士号:ペンシルベニア州立インディアナ大学, 1994年 - 行動医学（英語版）、神経心理学
- 文学修士:ペンシルベニア州立インディアナ大学、1992年 - 臨床心理学
- 自然科学学士:ニューヨーク州立大学バッファロー校ジェイコブス経営学部 (Jacobs School of Management)、1988年 - 経営学 / 財務・管理情報システム (Finance and Management Information Systems)[7][12]

## おもな業績
ヤングは、オンライン乱用に関する40件以上の論文を発表し、彼女の業績は『ニューヨーク・タイムズ』紙、CBSニュース、FOXニュース、『タイムズ』紙などのメディアでも取り上げられた。おそらく最も反響を呼んだといえる著作は、1998年の『インターネット中毒 - まじめな警告です (Caught in the Net)』で、彼女はこの本で、彼女が「インターネット依存症」と呼ぶ問題を抱えた人々に実践的な解決策を提供した。

### 著書および論文集の分担執筆
- Caught in the Net:  How to Recognize Internet addiction and A Winning Strategy for Recovery. (1998)[15]
  - 邦題『インターネット中毒 - まじめな警告です』（小田嶋由美子 訳）毎日新聞社、1998年[3]
- Evaluation and treatment of Internet Addiction (Chapter), in Innovations in Clinical Practice: A Source Book. (1999)
- Tangled in the Web: Understanding Cybersex from Fantasy to Addiction. (2001)
- Internet Addiction: The consequences of a new clinical phenomena (Chapter), in Psychology and the New Media. (2004)
- Controlling Internet Abuse in the Workplace: A Framework for Risk Management (Chapter), in Transformation of the Workplace: The Web and Work in the 21st Century. (2006)
- Breaking Free of the Web: Catholics and Internet Addiction. (2007)
- Internet Sex Addiction: Risk Factors, Stage, and Treatment (Chapter), in American Behavioural Scientist – Psychology and the New Media. (2008)
- Gamers Anonymous: Understanding and Treating Online Gaming Addiction. (2009)[7]

## フィクション作品
学術研究のほかに、ヤングは『The Eighth Wonder』という小説も発表しており、内容は野心家の女性大学教授と年長の男性のロマンスである。彼女は、その全編を、網膜の外科手術からの回復を待つ数か月で書き上げ、その執筆自体を治療法の一環と考えていた。